# Fiołek palczasty
Fiołek palczasty (Viola dactyloides Schult.) – gatunek roślin z rodziny fiołkowatych (Violaceae). Występuje naturalnie w Rosji (na Syberii oraz Dalekim Wschodzie), Mongolii i północnych Chinach. 

## Morfologia
PokrójBylina dorastająca do 15–35 cm wysokości, tworzy kłącza.
LiścieBlaszka liściowa ma owalny lub eliptyczny kształt. Mierzy 2–4 cm długości, jest karbowana na brzegu, ma sercowatą nasadę i ostry wierzchołek. Ogonek liściowy jest nagi. Przylistki są lancetowate i pierzaste.
KwiatyPojedyncze, wyrastające z kątów pędów. Mają działki kielicha o owalnym kształcie. Płatki są odwrotnie jajowate i mają fioletową lub żółtawą barwę, dolny płatek posiada obłą ostrogę o długości 1-2 mm.

## Biologia i ekologia
Rośnie w lasach, zaroślach, na łąkach oraz skarpach. 